# Alicja Le Clerc
Alicja Le Clerc, właśc. fr. Alix Le Clerc (ur. 2 lutego 1576 w Remiremont, zm. 9 stycznia 1622 w Nancy) – francuska zakonnica i założycielka Zgromadzenia Kanoniczek Regularnych (św. Augustyna) od Najświętszej Marii Panny, błogosławiona Kościoła rzymskokatolickiego.
Pochodziła ze szlacheckiej rodziny Jana Le Clerca, lorda Roville-aux-Chênes, i Anny Sagay. Po przeprowadzce do Hymont spotkała Piotra Fouriera pod którego wpływem zmieniła swój tryb życia.
Po wizji (w czasie mszy św) Matki Bożej postanowiła zostać zakonnicą. W 1597 roku założyła zgromadzenie Kanoniczek Regularnych (św.Augustyna) od Najświętszej Marii Panny. W roku 1618 została wybrana przełożoną generalną zgromadzenia.
We wrześniu 1621 roku ciężko zachorowała. Zmarła 9 stycznia 1622 roku w opinii świętości.
Została beatyfikowana przez papieża Piusa XII 4 maja 1947 roku.